# Дур-Дурское сельское поселение
Дур-Дурское се́льское поселе́ние — муниципальное образование в Дигорском районе Северной Осетии Российской Федерации.
Административный центр — село Дур-Дур.

## История
Статус и границы сельского поселения установлены Законом Республики Северная Осетия-Алания от 5 марта 2005 года № 13-рз «Об установлении границ муниципального образования Дигорский район, наделении его статусом муниципального района, образовании в его составе муниципальных образований - городского и сельских поселений и установлении их границ»

## Население
| 2002  | 2010  | 2011  | 2012  | 2013  | 2014  | 2015  |
| ----- | ----- | ----- | ----- | ----- | ----- | ----- |
| 2446  | ↘2239 | ↘2238 | ↘2196 | ↘2170 | ↘2140 | ↘2133 |
| 2016  | 2017  | 2018  | 2019  | 2020  | 2021  | 2023  |
| ↘2113 | ↘2090 | ↘2074 | ↗2086 | ↗2100 | ↗2223 | ↗2236 |
| 2024  |       |       |       |       |       |       |
| ↗2255 |       |       |       |       |       |       |

## Состав сельского поселения
| № | Населённый пункт | Тип населённого пункта       | Население |
| - | ---------------- | ---------------------------- | --------- |
| 1 | Дур-Дур          | село, административный центр | ↗2255     |